# Sjölunda reningsverk
Sjölunda reningsverk är ett av VA Syds stora avloppsreningsverk, beläget i norra delen av Malmö . Reningsverket tar emot avloppsvatten från ca 300 000 personer, från stora delar av Malmö kommun, Burlövs kommun, samt delar av Staffanstorps, Lomma och Svedala kommuner. Verket togs i drift 1963. 

## Anläggningen
Vid torrt väder används tre pumpar för att pumpa in avloppsvattnet till verket. Vid högre nederbörd räcker pumpstationerna på ledningsnätet för att pumpa vattnet till verket. 
Vattnet passerar först genom ett rensgaller (3 mm spaltbredd). Därefter följer ett sandfång, för avskiljning av sand och grus. Sanden avvattnas och tvättas, och används därefter för anläggningsändamål. 
Efter sandfånget tillsätts en järnbaserad fällningskemikalie för fosforavskiljning, följt av sedimentering. 
Därefter leds vattnet till en aktivslamanläggning för kväveavskiljning, genom att ammoniumkvävet i avloppsvattnet genom nitrifikation och denitrifikation omvandlas till kvävgas. Aktivslamprocessen består av en luftad (syresatt) bassäng (nitrifikation) följt av en syrefri bassäng (denitrifikation). De syresatta och syrefria bassängerna följs av sedimentering, för att avskilja det aktiva slammet. 
Efter aktivslamprocessen följer biobäddar för nitrifikation och efterdenitrifikation med rörliga bärare, för ytterligare kväveavskiljning. Därefter, i det sista reningssteget, avskiljs partiklar från avloppsvattnet genom flotation. Det renade avloppsvattnet släpps därefter ut i Öresund. 